# NGC 980
NGC 980 è una galassia lenticolare situata nella costellazione di Andromeda, a una distanza di circa 266 milioni di anni luce dalla nostra Via Lattea.

## Scoperta
La galassia è stata scoperta il 17 ottobre 1786 dall'astronomo britannico di origine tedesca William Herschel.